# Meioneta pseudosaxat
Meioneta pseudosaxat is een spinnensoort in de taxonomische indeling van de hangmatspinnen (Linyphiidae).
Het dier komt uit het geslacht Meioneta. Meioneta pseudosaxatwerd in 1984 beschreven door Tanasevitch.